# Sąd Rejonowy Szczecin-Centrum w Szczecinie
Das Sąd Rejonowy Szczecin-Centrum w Szczecinie (deutsch: Kreisgericht Stettin-Zentrum) ist ein Gericht der ordentlichen Gerichtsbarkeit mit Sitz in Stettin in der polnischen Woiwodschaft Ermland-Masuren.

## Geschichte
In Stettin befand sich bis 1945 das Amtsgericht Stettin. 1945 wurde der größte Teil Pommerns, darunter der Sprengel des Amtsgerichtes Stettin unter polnische Verwaltung gestellt und die deutschen Bewohner vertrieben. Damit endete die Geschichte des Amtsgerichts Stettin. Unter polnischer Verwaltung entstand das Sąd Rejonowy w Szczecinie (Kreisgericht Stettin) (1950–1975: Sąd Powiatowy w Szczecinie; Powitatsgericht Stettin).
Ab dem 1. Januar 2009 wurde das Bezirksgericht in Stettin in zwei selbstständige Gerichte aufgeteilt: Stettin-Zentrum und Stettin-Prawobrzeże und Zachód. Das Gericht Stettin-Zentrum nutzt das Gebäude des früheren Amtsgerichts in der ul. Kaszubska 42.